# Доходный дом С. Н. Мнацакановой
Доходный дом С. Н. Мнацакановой, нач. XX в. — здание в Ростове-на-Дону, расположенное на Пушкинской улице (дом 65). Особняк был построен в период 1911—1915 г. По данным справочных изданий об оценке недвижимых имуществ, в 1911—1915 гг. зданием владела Серпуга Никохосьяновна Мнацаканова. Согласно справочному изданию «Весь Ростов и Нахичевань-на-Дону на 1914 год», в здании размещалась техническая контора Нессара. В настоящее время дом состоит из торговых помещений, расположенных на первом этаже и жилых, располагающихся на втором и третьем этажах, значительная часть которых принадлежит Ростовскому предпринимателю Куринову Александру Геннадьевичу. Здание имеет статус объекта культурного наследия регионального значения (приказ ГУ «Областная инспекция по охране и эксплуатации памятников истории и культуры» от 29.12.2004 № 191 «Об утверждении списка выявленных объектов культурного наследия»).

## История

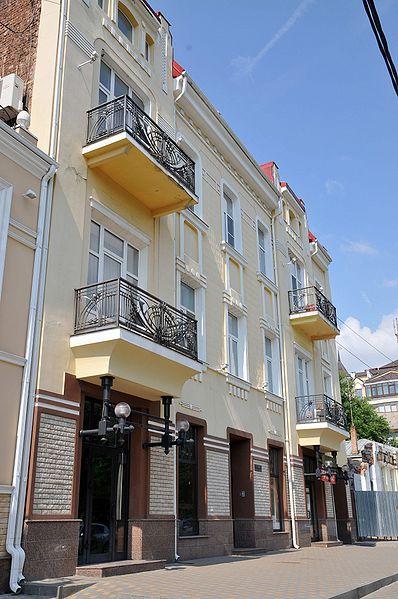

Дом на Пушкинской улице между проспектом Будённовский и переулком Соборный был построен в период 1911—1915 гг. по проекту архитекторов Е. Гулина и С. Попилина в стиле модерн. С. Попилин был гражданским инженером, членом комиссии по строительству здания Окружного суда, гласным городской думы в 1903—1913 гг., участвовал в телефонной и технической комиссиях города. Через два года после строительства здания «Доходный дом С. Н. Мнацаканова, нач. XX в.», в 1914 г., Семен Васильевич Попилин на улице Пушкинская построил близкий по архитектуре доходный дом Бострикиных (ныне здание Сбербанка России).
В дореволюционный период строение «Доходный дом С. Н. Мнацакановой, нач. XX в.» имело адрес: ул. Пушкинская (Кузнецкая), 81. До 1911 г. здание оценивалось в 3 700 рублей, а в 1915 г. его оценка составила 25 100 рублей. Зданием владела С. Н. Мнацаканова. Род Мнацакановых был известен в деловых кругах старого Ростова. Несколько представителей рода занимались торговой деятельностью: А. М. и П. М. Мнацакановы торговали бакалейными товарами и вином; торговый дом наследников К. Мнацаканова вел торговлю бакалейными товарами и косами.
После 1917 года, этот дом, как и многие другие, постигла участь национализации и в нём размещены коммунальные квартиры. Годами дом увядал, разрушался, изменяя первоначальный прекрасный облик. За время эксплуатации здания внутренние помещения претерпели множественные планировки в связи с каждым новым приспособлением. Заменены заполнения оконных и дверных проемов, ворота внутридворового проезда, ограждения балконов, устроены дополнительных входы в помещения первого этажа в восточной и западной частях южного фасада здания.
В период конца 1990-х — начала 2000-х годов, Ростовским предпринимателем Куриновым Александром Геннадьевичем было приобретено указанное здание. Десятки жильцов из коммуналок были переселены в индивидуальное жилье. В период с 1998 по 2002 гг. был выполнен комплекс ремонтно-реставрационных работ, что помогло сохранить исторический облик одной из центральных улиц Ростова-на-Дону. По сохранившемся деталям и фотографиям восстановлен облик аттика, парапетов, балконов, тщательно подобрана окраска фасада. Особая гордость здания — кованные ограждения балконов и въездные ворота, выполненные членами Союза дизайнеров России Василием Салиенко и Союза художников России Игорем Савицким. В верхней части ворот выполнены инициалы Куринова А. Г. Уникальную ручку на входную дверь исполнили в литейной мастерской «Классик». В процессе реставрации для облицовки цоколя и простенков первого этажа использованы мрамор и гранит, привезённые из Италии. Продумана и решена подсветка дома в ночное время. Таким образом была выполнена сложнейшая задача по возвращению былого вида здания и сохранению предназначения жилого и доходного дома.

## Архитектура

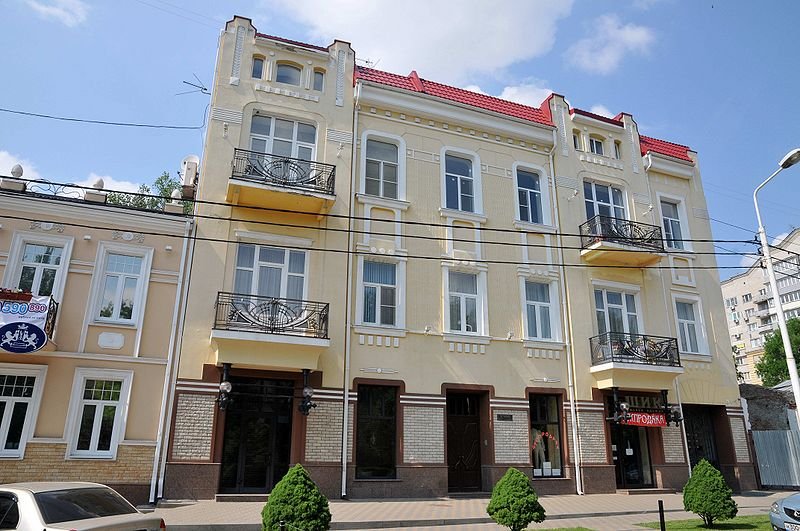

Трехэтажное здание расположено по красной линии застройки улицы Пушкинская. Здание П-образной конфигурации в плане, с подвалом и многоскатной крышей, кирпичное, оштукатурено и окрашено фасадными красками. Объёмно-планировочная структура характерна для классического доходного дома с размещением многокомнатных квартир, сдаваемых в наем на верхних этажах, и предприятий торговли — на первом этаже. Ядром композиции является внутренняя парадная лестница с вестибюлем, расположенные в центральной части здания. Композиционное решение главного южного фасада определено расположением раскреповок — крайней западной и восточной, в уровне второго и третьего этажей акцентированных балконами. Строенные слуховые оконные проемы в уровне мансардного этажа завершают раскреповки. Архитектурно-художественный облик главного южного фасада дополняют кованые стальные ограждения балконов геометрического и ажурого орнаментов и двупольные стальные кованые ворота с аналогичным орнаментом.